# ديدريخ بادر
كارل ديدريخ بادر (بالألمانية: Karl Diedrich Bader) هو كوميدي وممثل أمريكي ولد في يوم 24 ديسمبر 1966 في مدينة الإسكندرية في الولايات المتحدة، مثل في عدة أفلام منها نابليون ديناميت في 2004 ومسلسل بظ يطير وقيادة الكوكب وهو من عائلة ألمانية.

## الأعمال
- نابليون ديناميت
- بظ يطير
- بظ يطير وقيادة الكوكب
- متشابك: قبل أي وقت مضى
- بط بط إوز

## روابط خارجية
- ديدريخ بادر على موقع IMDb (الإنجليزية)
- ديدريخ بادر على موقع ميتاكريتيك (الإنجليزية)
- ديدريخ بادر على موقع روتن توميتوز (الإنجليزية)
- ديدريخ بادر على موقع قاعدة بيانات الأفلام العربية
- ديدريخ بادر على موقع ألو سيني (الفرنسية)
- ديدريخ بادر على موقع ميوزك برينز (الإنجليزية)
- ديدريخ بادر على موقع أول موفي (الإنجليزية)
- ديدريخ بادر على موقع قاعدة بيانات الأفلام السويدية (السويدية)
- ديدريخ بادر على موقع إن إن دي بي (الإنجليزية)
- ديدريخ بادر على موقع قاعدة بيانات الفيلم (الإنجليزية)